# Johnny Mandel
John Alfred Mandel (Manhattan, Nueva York, 23 de noviembre de 1925-Ojai, California, 29 de junio de 2020) fue un compositor musical estadounidense de jazz especializado en canciones populares y bandas sonoras de películas.

## Biografía
Entre los músicos con los que trabajó destacan Count Basie (para quien realizó arreglos en los años 50), Frank Sinatra y Shirley Horn. 
En 1966 él y Paul Francis Webster ganaron el premio Grammy a la mejor canción del año por The Shadow of Your Smile, canción que ha sido interpretada por cientos de artistas, entre ellos Tony Bennett, quien popularizó la canción.
Ganó también el premio Grammy a los mejores arreglos musicales en 1992 por Unforgettable de Natalie Cole y Nat King Cole y también en 1993 por "Here's to Life" de Shirley Horn. 
A la edad de ochenta años contribuyó de forma importante en el premio Grammy conseguido por Tony Bennett en 2004 por The Art of Romance con los arreglos y la dirección de la orquesta. Posteriormente también colaboró en el clásico Movie Song Album de Bennett, para el que Mandel hizo los arreglos como director musical. 
Las más famosas composiciones de Mandel son Suicide Is Painless (tema principal de la serie y la película M*A*S*H), Close Enough for Love, Emily y A Time for Love. 
Mandel y Paul Francis Webster colaboraron en la canción "The Shadow of Your Smile" del filme The sandpiper (Castillos en la arena), ganadora de un Óscar en 1965. 
En 2006, la banda australiana Tripod homenajeó a Mandel en su álbum "Songs From Self Saucing" en la canción Theme From Mash Guy. 
En cuanto al cine, entre las películas en que colaboró destaca ¡Quiero vivir!.

## Discografía
- 1958 I Want to Live
- 1965 The Sandpiper
- 1966 The Russians Are Coming, the Russians Are Coming
- 1970 MASH

## Premios y distinciones
Premios Óscar
| Año  | Categoría              | Canción                    | Película              | Resultado |
| ---- | ---------------------- | -------------------------- | --------------------- | --------- |
| 1966 | Mejor canción original | «The Shadow of Your Smile» | Castillos en la arena | Ganador   |
| 1967 | Mejor Canción          | «A Time for Love»          | Esclavos del pecado   | Nominado  |